# Цона Пиколе Импрезе (Таранто)
Цона Пиколе Импрезе (итал. Zona Piccole Imprese) је насеље у Италији у округу Таранто, региону Апулија.
Према процени из 2011. у насељу је живело 9 становника. Насеље се налази на надморској висини од 2 м.